# Valley Cemetery
Valley Cemetery is een Britse militaire begraafplaats met gesneuvelden uit de Eerste Wereldoorlog, gelegen in het Franse dorp Vis-en-Artois in het departement Pas-de-Calais. De begraafplaats ligt 1,2 km ten zuidwesten van het dorpscentrum (Église Saint-Martin). Ze ligt in het veld en is vanaf de weg naar Chérisy bereikbaar langs een onverharde weg van 440 meter en een graspad van 150 meter. Het terrein heeft een onregelmatige vorm en is omgeven door een natuurstenen muur. Het Cross of Sacrifice staat aan de zuidoostelijk muur. De begraafplaats werd ontworpen door William Cowlishaw en wordt onderhouden door de Commonwealth War Graves Commission.
Er liggen 69 slachtoffers begraven waaronder 19 niet geïdentificeerde.

## Geschiedenis
Op 31 augustus 1918 werden 31 militairen van het 3rd Canadian Infantry Battalion, die de vorige dag bij de verovering van een vijandelijk loopgraaf (Orix Trench) sneuvelden, in een massagraf begraven. Dit vormt nu het perk A met de nummers 8 tot 11. Later werden nog gesneuvelden geconcentreerd vanuit de omliggende slagvelden en uit Thilloy German Cemetery (dit was een Duitse begraafplaats bij een verbandplaats).
Onder de geïdentificeerde graven zijn er 8 Britten, 37 Canadezen en 7 Australiërs. Eén Brit wordt herdacht met een Special Memorial omdat hij oorspronkelijk in Thilloy German Cemetery begraven was maar waar zijn graf niet meer teruggevonden werd.

## Onderscheiden militairen
- Norman Victor Cliff, kapitein bij het 3rd Bn Canadian Infantry, werd tweemaal onderscheiden met het Military Cross (MC and Bar). Hij was 25 jaar toen hij op 30 augustus 1918 sneuvelde.
- Edward Slattery, luitenant bij het 3rd Bn Canadian Infantry, werd onderscheiden met de Distinguished Conduct Medal en driemaal met de Military Medal (DCM, MM and 2 Bars). Hij was 23 jaar toen hij op 30 augustus 1918 sneuvelde.
- F. Marsh, korporaal bij het 3rd Bn Canadian Infantry, werd onderscheiden met de Distinguished Conduct Medal (DCM).
- Samuel Newell, sergeant bij het 19th Bn Canadian Infantry en G. Rodger, sergeant-majoor bij het 3rd Bn Canadian Infantry, werden tweemaal onderscheiden met de Military Medal (MM and Bar).
- Sergeant Alfred Aaron Langford en kanonier John Sidney Stock, beide leden van de Royal Field Artillery, ontvingen de Military Medal (MM).